# Charly Höllering
Charles H. „Charly“ Höllering (* 19. April 1944 in Asch, Sudetenland als Karl-Heinz Höllering; † 25. Mai 2009 in Stuttgart) war ein deutscher Jazzmusiker (Klarinette, Tenorsaxophon) und Grafikdesigner. 

## Leben und Wirken
Höllering kam 1958 zum Jazz und kam als Jugendlicher zu Werner Leners Darktown Jazzband, mit der er 1963 beim Deutschen Amateur-Jazz-Festival in Düsseldorf auftrat. Das Studium führte ihn 1964 nach West-Berlin, wo er den Spree City Stompers angehörte. Während der ersten Berufsjahre in Bremen spielte er bei den Bremen Dixieland All Stars.
Nach seiner Rückkehr nach Stuttgart war Höllering als Grafikdesigner und Leiter einer Werbeagentur aktiv; er gestaltete Kinderbücher und zahlreiche Cover von Schallplatten, auch im Bereich der Popmusik und der Kinderhörspiele. Daneben trat er erneut in die Darktown Jazzband (Mood Indigo, 1983) ein. Zudem spielte Höllering viele Jahre in verschiedenen Bandprojekten der Stuttgarter Szene, etwa bei Slick Salzer, den Chicagoans und den Dixieland Jubilee All Stars. Aus Swing Mail Special, mit denen er auch tourte, entstanden die Charles Höllering Swing All Stars (die als We Remember Charles weitergeführt werden). Sein virtuoses Spiel führte zu zahlreichen Preise als bester Solist bei internationalen Festivals; in JazzAscona trat er mit Lino Patruno auf. Er hatte zahlreiche nationale und internationale Engagements, etwa bei Gerhard Vohwinkel, Charly Antolini/Gerry Hayes, den Olymp Jazz All-Stars oder Heiner Franz, mit denen er auch aufnahm. Das Goethe-Institut schickte ihn auf Tourneen durch Europa und alle Staaten Afrikas. Insgesamt war er seit 1963 an 25 Aufnahmesitzungen beteiligt. Im österreichischen Fernsehen übernahm Charly Höllering anlässlich mehrerer Gedenksendungen für 'Fatty George' die Rolle des unvergessenen Klarinettisten.
Als Mitbegründer der Stuttgarter Jazz Initiative war er seit 1999 organisatorisch, aber auch musikalisch an der Gestaltung des Programms der Stuttgarter Traditional Jazz Hall beteiligt. Höllering starb unerwartet an einem Herzanfall.

## Diskographische Hinweise
- Darktown Jazzband Mood Indigo (mit Klaus Osterloh, Joe Gallardo, Werner Lener, Ludwig Stimmler, Elmar Wippler; 1983)
- Swing Mail Special Along the Banks of Mainstream (mit Wolfgang Trattner, Harald Schwer, Ludwig Stimmler, Dai Bowen, Joe Gallardo, Roman Schwaller; 1990)
- Charles Hollering Swingtett Dixieland Jubliee 2006 (mit Thilo Wagner, Lorenzo Petrocca, Andy Streit, Gregor Beck; 2006)

## Lexikalische Einträge
- Jürgen Wölfer: Jazz in Deutschland. Das Lexikon. Alle Musiker und Plattenfirmen von 1920 bis heute. Hannibal, Höfen 2008, ISBN 978-3-85445-274-4, S. 151.